# 섬마을 선생
"섬마을 선생"은 1967년 공개된 대한민국의 영화이다.

## 배역
- 오영일
- 문희
- 이낙훈
- 안은숙
- 김희갑
- 최남현
- 박암
- 김신재
- 정민
- 최창호
- 남만식
- 임성보
- 김영인
- 김월성
- 지계순
- 석귀녀
- 문미봉
- 김경란

## 수상
- 1967년 제5회 청룡영화상
  - 장려상 - 안은숙